# Кумарик (селище)
Кумари́к (каз. Құмарық) — станційне селище у складі району Турара Рискулова Жамбильської області Казахстану. Входить до складу Кокдоненського сільського округу.
У радянські часи селище називалось Кум-Арик.
Населення — 151 особа (2021; 102 у 2009, 315 у 1999, 118 у 1989).